# Веденеев, Борис Евгеньевич
Борис Евгеньевич Ведене́ев (21 декабря 1884 (2 января 1885), Тифлис — 25 сентября 1946, Москва) — русский и советский учёный, энергетик и гидротехник. Лауреат Сталинской премии первой степени (1943), академик АН СССР. Специалист преимущественно по теории экономического обоснования строительства ГЭС.
Младший брат Нины Евгеньевны Веденеевой.

## Биография
Родился в Тифлисе, столице Кавказского наместничества, Российская Империя. 
Мать — Пелагея Ивановна Авдеева, отец — Евгений Львович Веденеев. Сестры: Ольга (1880—?; музыкант, жила в Японии), Нина (1882—1955, физик, лауреат Сталинской премии), Мария (1887—1958, работала архитектором в Ленинграде). 
Окончил Петербургский институт инженеров путей сообщения в 1909 году. В начале XX века занимался проектированием портовых сооружений у Мурманска и на Дальнем Востоке. В 1927—1934 годах принимал участие в составлении «Технической энциклопедии» в 26 томах под редакцией Л. К. Мартенса, автор статей по тематике «гидротехнические сооружения».
Участвовал в проектировании гидростанции на Днепре. После Октябрьской революции 1917 года принимал участие в разработке плана ГОЭЛРО.
Был одним из руководителей возведения Днепровской, Волховской и Кондопожской ГЭС.
Академик АН СССР (1932). Депутат ВС СССР 1—2 созывов (с 1937 года) от Карельской АССР.
Был включён в состав ЧГК.

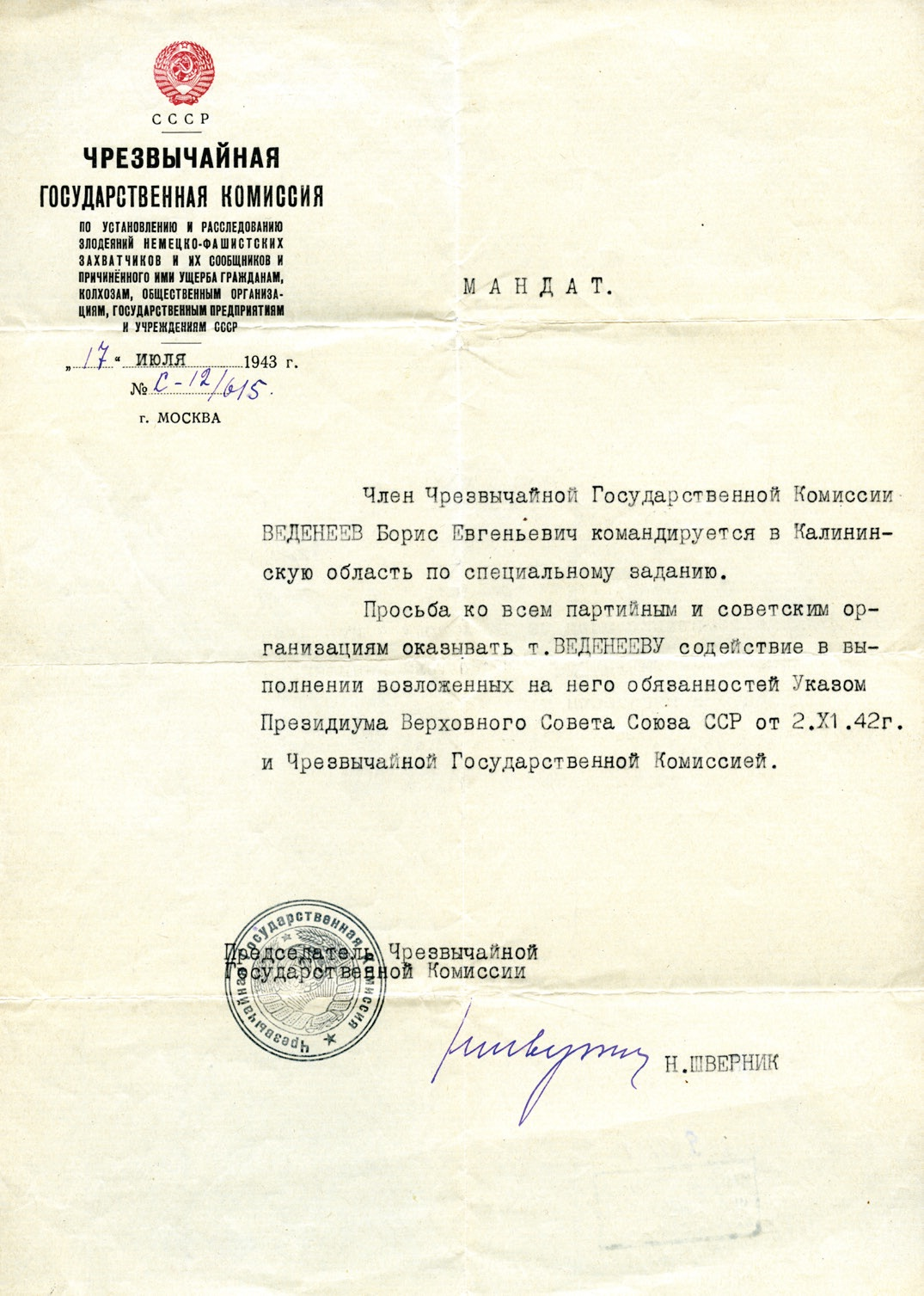
Мандат на командировку в Калининскую область, выданный члену ЧГК Веденееву 17 июля 1943 года

Скончался 25 сентября 1946 года. Похоронен в Москве на Новодевичьем кладбище.

## Награды и премии

Могила Веденеева на Новодевичьем кладбище Москвы.

- Сталинская премия I степени (22 марта 1943) — за многолетние выдающиеся работы в области науки и техники
- Орден Ленина (1 января 1945) — за выдающиеся заслуги в области энергетики, в связи с 60-летием со дня рождения
- Орден Ленина
- Орден Ленина
- орден Отечественной войны I степени (10 июня 1945)
- Орден Трудового Красного Знамени (1 апреля 1945) — за успешное выполнение заданий Правительства по электроснабжению оборонной промышленности в трудных условиях военного времени
- Орден Трудового Красного Знамени
- медали

## Адреса в Ленинграде
- П.С., Малый пр., д. 32[7]

Сталинская премия была передана академиком Веденеевым в Фонд обороны.

## Память

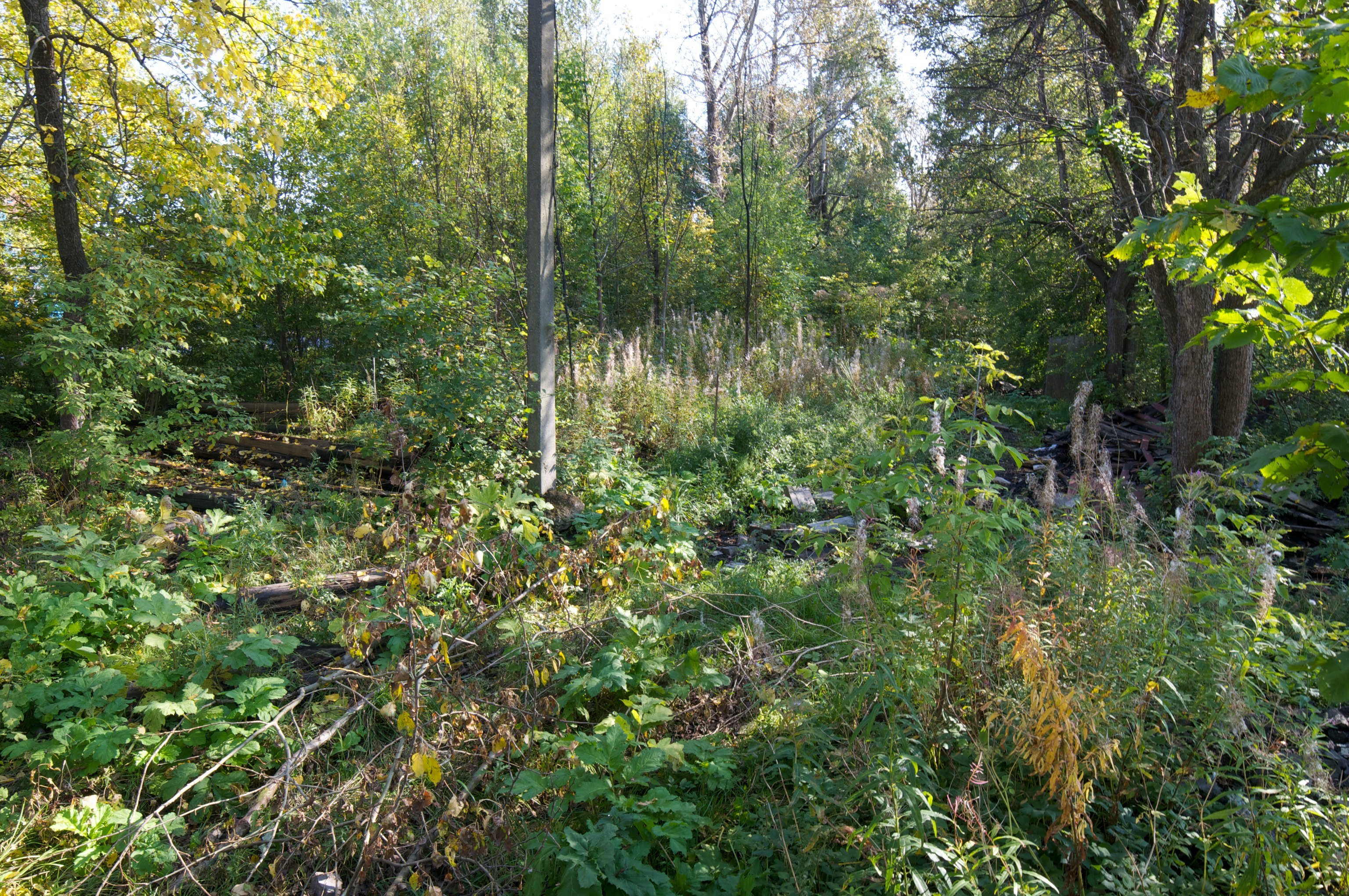
Разрушенный дом в Волхове, в котором Б. Е. Веденеев жил в 1921—1926 годах.

- В 1946 году имя Веденеева было присвоено Всесоюзному научно-исследовательскому институту гидротехники в Ленинграде (ныне АО «ВНИИГ имени Б. Е. Веденеева»)[8].
- Именем названы улицы в Санкт-Петербурге, Петергофе, Перми, Заволжье, Волхове и в селе Павловка Нуримановского района в Башкортостане.